# Dicksoniaceae
Dicksoniaceae sind eine Familie der Baumfarne (Cyatheales). Die drei Gattungen mit etwa 37 Arten sind auf der Südhalbkugel verbreitet. Alle Arten haben auch einen baumförmigen Wuchs.

## Geschichte

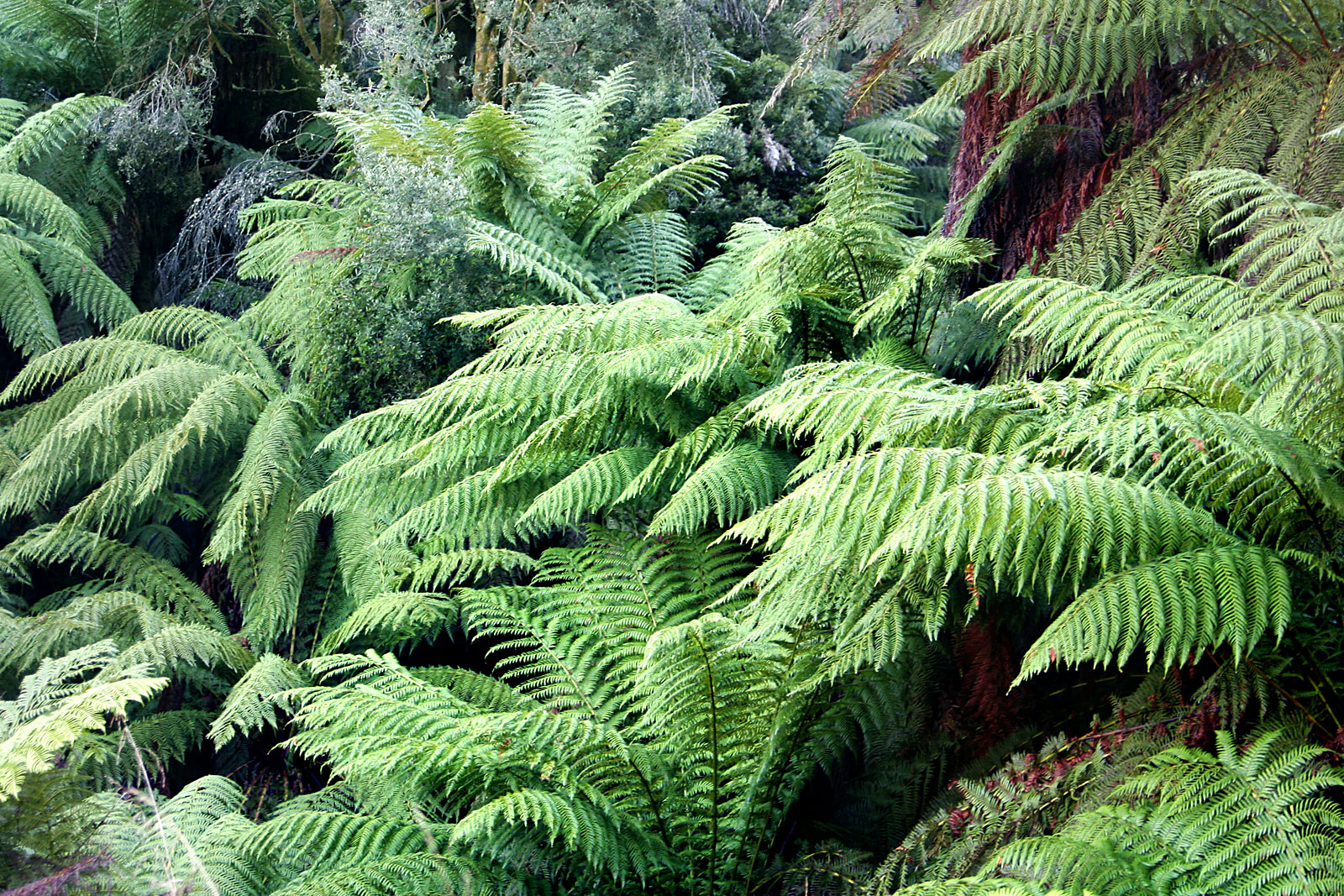
Bestand von Dicksonia antarctica

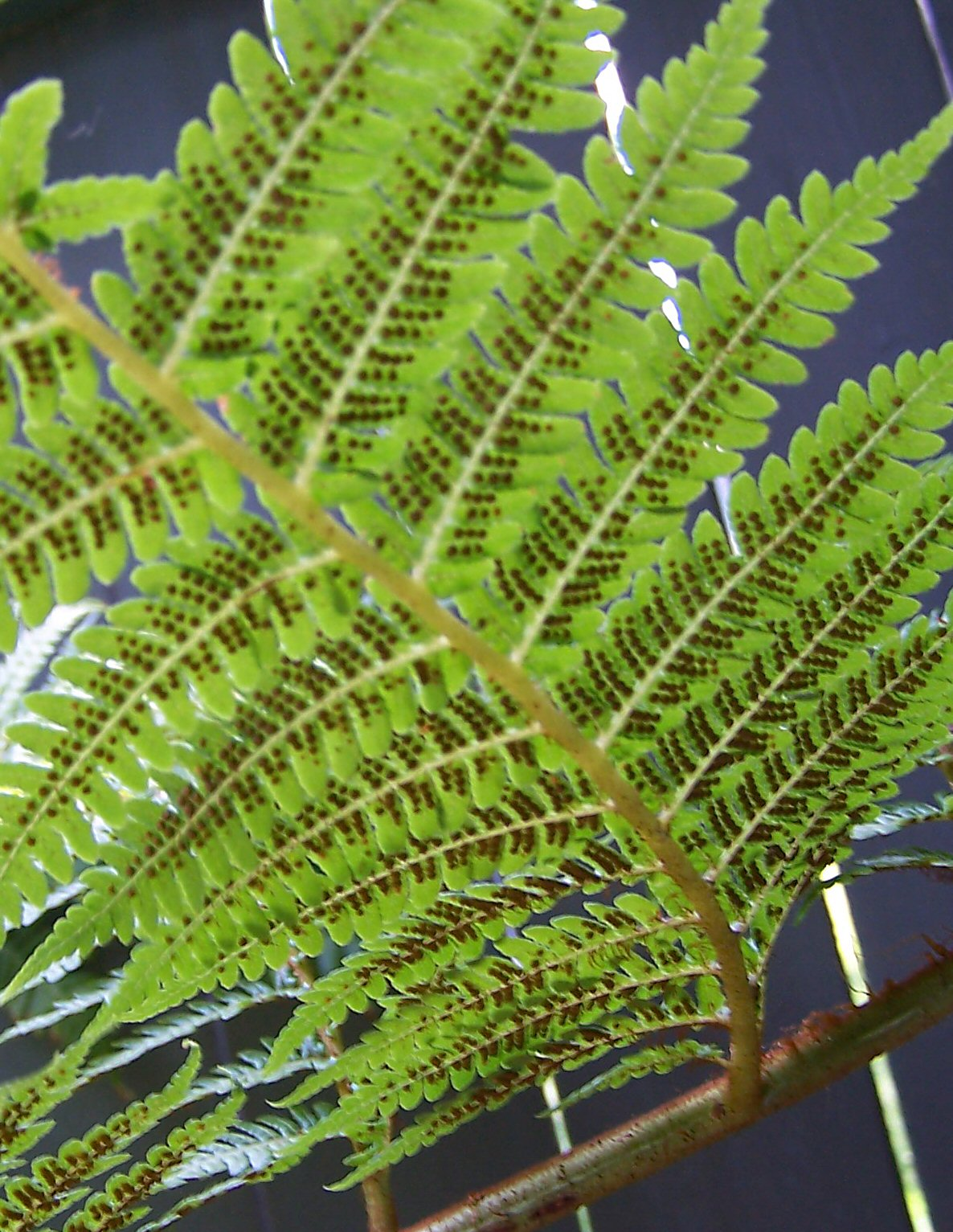
Sori auf der Blattunterseite von Dicksonia antarctica

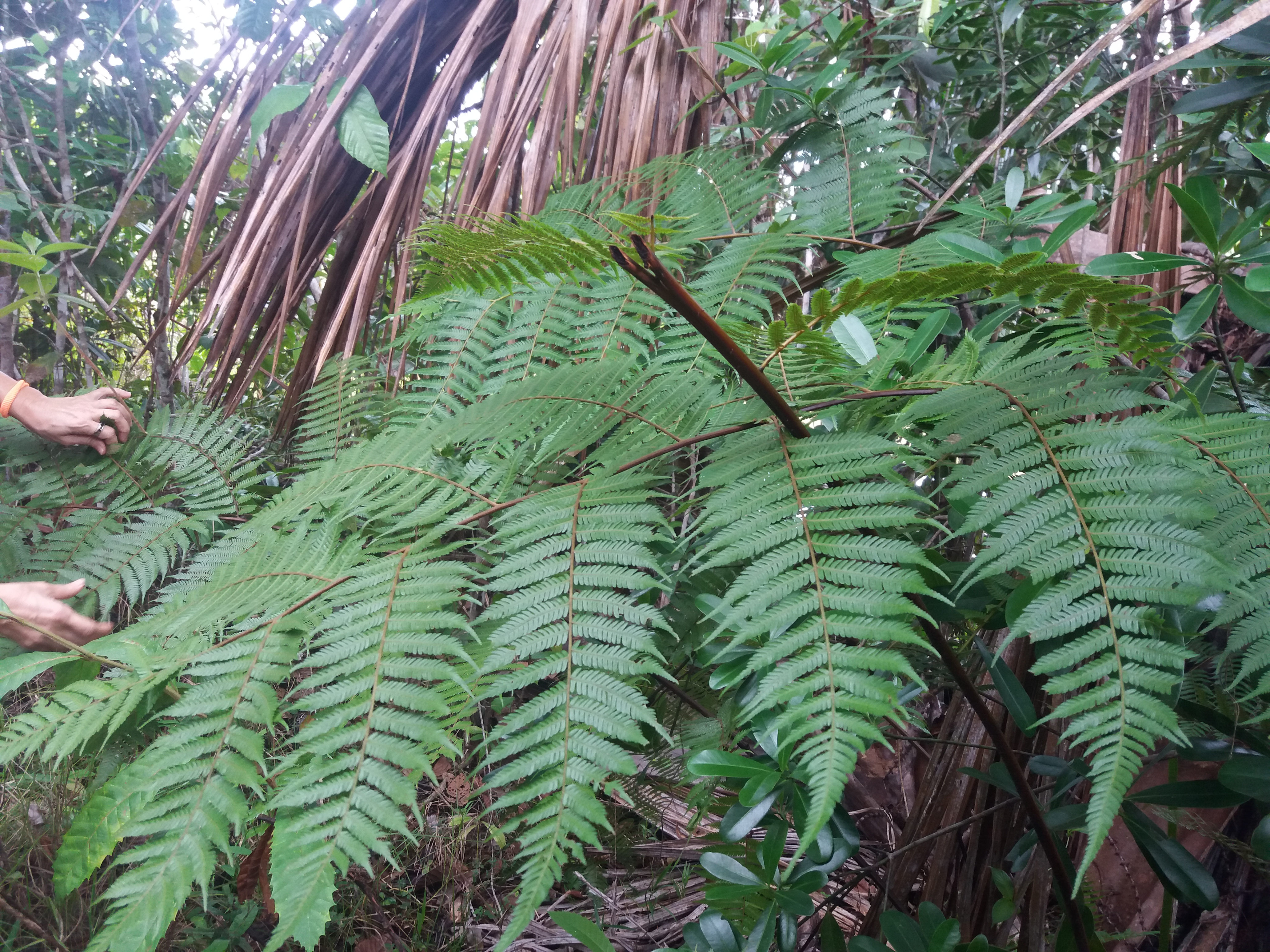
Lophosoria quadripinnata

Die Baumfarne besiedeln die Erde seit dem Devon, also seit ca. 400 Millionen Jahren. Zu jener Zeit entstanden auch Bärlapppflanzen (Lycopodiophyta) und Schachtelhalme (Sphenophyta). Im Karbon zählen sie zu den dominierenden Pflanzenarten und erreichten Stammhöhen bis zu gut 30 Meter. Aufgrund ihres hohen geologischen Alters werden diese Pflanzen zu den Lebenden Fossilien gezählt. Mit dem Aufkommen der Samenpflanzen wurden die Baumfarne verdrängt. Baumfarne waren auch in den anderen erdgeschichtlichen Epochen tropische Pflanzen, es gibt auch in den geologischen Schichten in Mitteleuropa Fossilien von Baumfarnen, aber in jenen Zeiten herrschte in Europa tropisches Klima.

## Vorkommen
Baumfarne wachsen in tropischen und subtropischen Gebieten der Erde. Einige Arten tolerieren auch das gemäßigte Klima von Regenwäldern in Australien, Tasmanien und Neuseeland und benachbarter Gebiete (Malaysia, Lord-Howe-Insel). Generell tolerieren Baumfarne keine andauernde Trockenheit, und nur wenige Arten (zum Beispiel Dicksonia antarctica) überleben milde Frostperioden.
Bei Studien in bislang nicht untersuchten Gebieten Neuguineas werden regelmäßig neue Arten entdeckt. Gleichzeitig sind einige Arten aufgrund der Sammlung für den Zierpflanzenhandel, intensivem Holzeinschlag und Habitatverlust stark bedroht oder ausgestorben.

## Beschreibung
Die Farnwedel von Baumfarnen sind in ausgewachsenen Exemplaren oft über 1 Meter lang, und fast immer ein- oder mehrfach gefiedert. Eine Art besitzt allerdings einfache ungefiederte Wedel.
Die Fortpflanzung erfolgt wie bei allen Farnen mittels Sporen, die auch bei den Baumfarnen an der Wedelunterseite in Sporangien gebildet werden.
Anders als Samenpflanzen zeigen Baumfarne kein Dickenwachstum des Stammes. Der Stamm wird von den Wurzelbündeln gestützt, die sich beim Wachstum ausbilden.
Pflanzen mit einem ähnlichen Erscheinungsbild sind die Palmfarne und die Palmen. Keine dieser Gruppen von Samenpflanzen ist mit den Baumfarnen (auch nicht mit anderen Farnen) verwandt.

## Ökonomische Bedeutung
Baumfarne wurden seit dem 19. Jahrhundert als Zierpflanzen nach England importiert und dort zu beliebten Pflanzen in Tropenhäusern.  und In vielen anderen Gebieten der Erde mit nur niedrigen Frösten, zum Beispiel Südengland mit seinem (durch den Golfstrom beeinflussten) maritime Klima, ermöglicht das Anpflanzen in Landschaftsparks und Gärten.
Zierpflanzen mit kommerzieller Bedeutung finden sich bei den Dicksoniaceae in der Gattung Dicksonia. In sehr hellen, im Winter kühlen Zimmern, oder in Wintergärten können auch einige Dicksonia-Arten gepflegt werden.

## Systematik
Die Familie Dicksoniaceae enthält drei Gattungen:
- Calochlaena Maxon: Die etwa fünf Arten kommen von den Philippinen und Borneo bis Tasmanien und Inseln im südwestlichen Pazifik vor.[2]
- Dicksonia L'Hér.: Die etwa 30 Arten sind von Mexiko über Zentral- bis Südamerika verbreitet und kommen auf der Insel St. Helena und von den Philippinen, über Indonesien sowie Neuguinea bis Australien vor.[2]
- Lophosoria C.Presl: Die nur zwei Arten sind in der Neotropis verbreitet.[2]

Andere früher in diese Familie gestellte Gattungen gehören anderen Familien innerhalb der Cyatheales an.